# Lapinsaari (ö i Finland, Birkaland, Tammerfors, lat 61,54, long 24,13)
Lapinsaari är en ö i Finland.   Den ligger i kommunen Kangasala i den ekonomiska regionen Tammerfors och landskapet Birkaland, i den södra delen av landet, 160 km norr om huvudstaden Helsingfors.